# Cyriel Van Gent

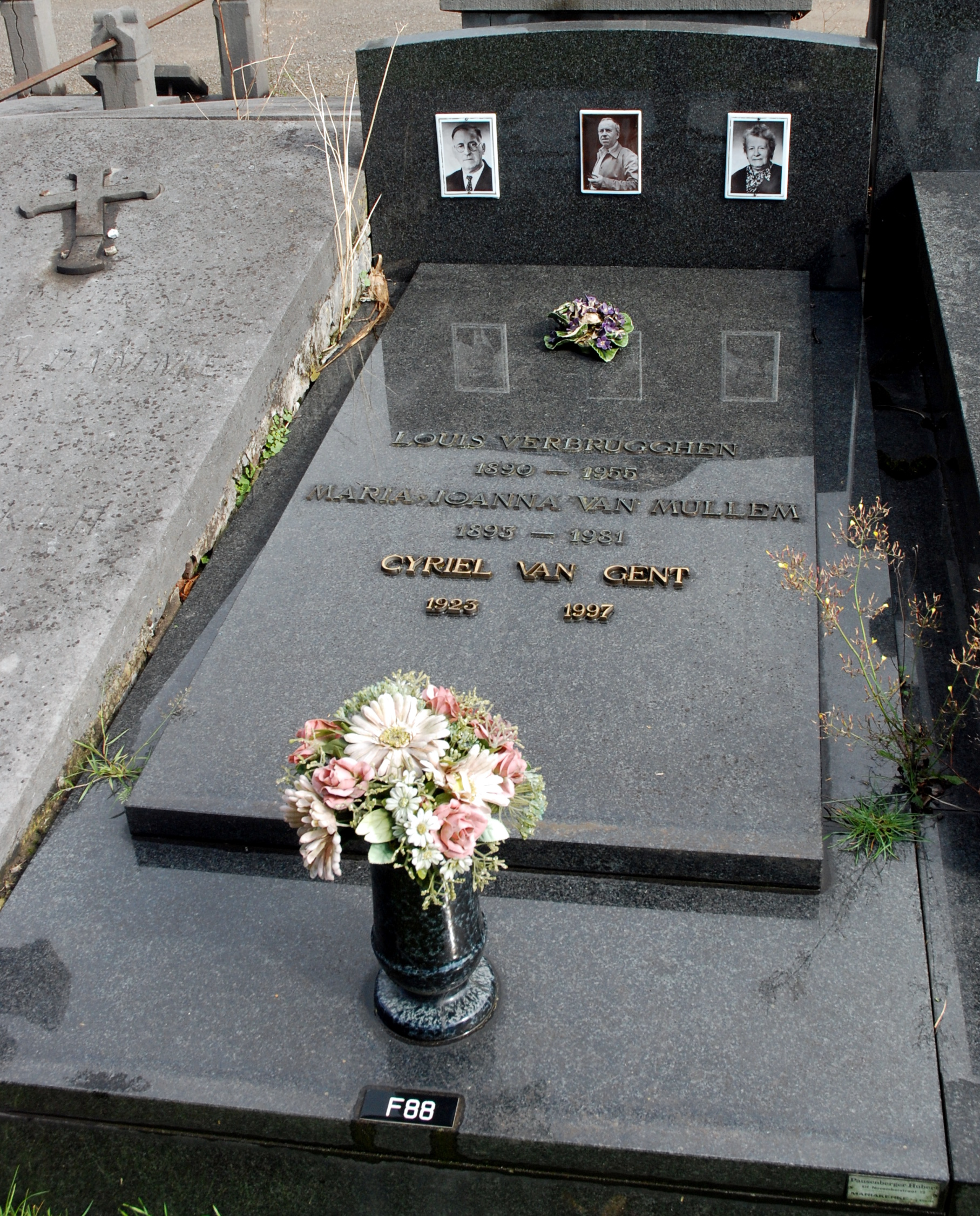
Het graf van Cyriel Van Gent op Campo Santo te Sint-Amandsberg

Cyriel Van Gent, pseudoniem van Cyriel Verbrugghen (Sint-Amandsberg, 5 december 1923 - aldaar, 20 februari 1997), was een Belgische acteur en presentator. Hij verwierf zijn bekendheid door zijn rol als "Gust de postbode" in Kapitein Zeppos. 

## Biografie
Verbrugghen zijn artiestennaam verwijst naar de deelgemeente van Gent waar hij werd geboren. In 1957 debuteerde hij op televisie in het kookprogramma Koken met Archibald, dat hij samen met Paula Sémer en John Bultinck presenteerde. 

## Filmografie
- 1955: Liefde ergens in België
- 1955: Koken met Archibald
- 1957: Reis om de wereld in 80 dagen - als Passepartout
- 1958: Het Geluk komt morgen
- 1959: Manko Kapak
- 1960: Het geheim van Killary Harbour - als Tom Doyle
- 1961: Tijl Uilenspiegel
- 1962: Zanzibar
- 1963: De Tijdscapsule
- 1964: Kapitein Zeppos
- 1965: Axel Nort
- 1965: Johan en de Alverman
- 1967: Midas
- 1971: Het zwaard van Ardoewaan
- 1971: Malpertuis
- 1973: Paradijsvogels
- 1978: Het gezin Van Paemel
- 1985: Springen
- 1992: Junglebook
- 1994: Chez Bompa Lawijt
- 1994: De Kotmadam
- 1996: Heterdaad